# 나르마다강

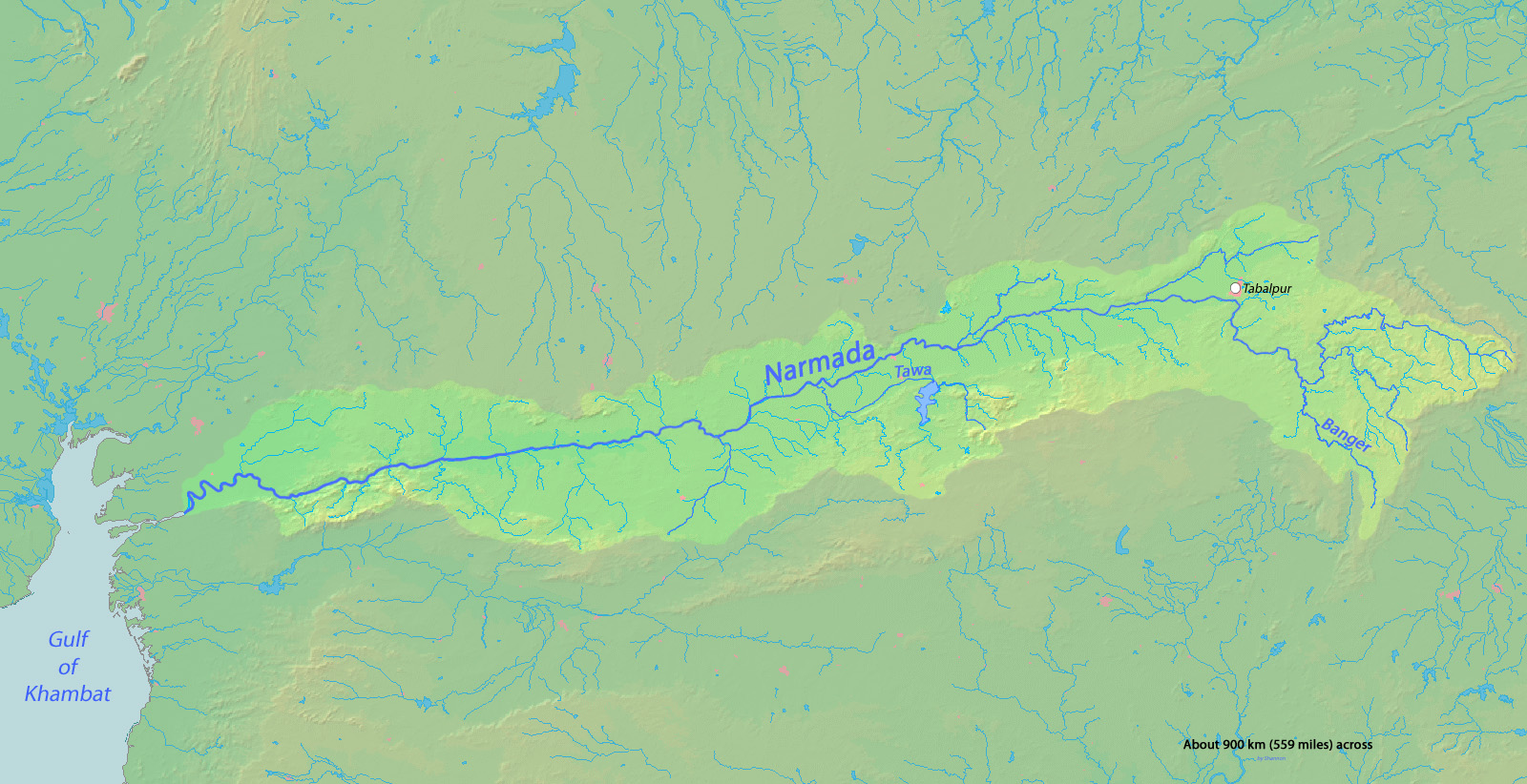
나르마다강

나르마다강(Narmada)은 인도 중부에서 서쪽으로 흐르는 강이다. 아라비아해의 캄바트만으로 흘러든다. 인도 아대륙에서 다섯 번째로 긴 강으로, 인도 내에서는 고다바리강, 크리슈나강에 이어 세 번째로 긴 강이다. 길이는 약 1300 km이다. 나르마다강의 마디아프라데시주 지역에는 인도에서 저수량 기준 최대 댐인 인디라사가르 댐이 있다.